# اعتماد (شبکه رایانه‌ای)
یک پروتکل قابل اعتماد یا اطمینان‌پذیر، (به انگلیسی: reliable) در شبکه‌های رایانه‌ای، یک پروتکل ارتباطات است که به فرستنده اطلاع می‌دهد که انتقال پیام به گیرنده‌ها، با موفقیت انجام شده‌است یا به مشکل برخورده است.
پروتکل‌های قابل اعتماد معمولاً دارای سربار (overhead) بیشتری هستند و در نتیجه سرعت پایین‌تری دارند و کمتر قابلیت مقیاس پذیری دارند. این ویژگی‌ها عموماً برای پروتکل‌های یونیکست مشکلی نمی‌باشد ولی ممکن است برای پروتکل‌های Reliable multicast مشکل ایجاد کند.
قرارداد هدایت انتقال (TCP)، پروتکل اصلی که در اینترنت استفاده می‌شود، یک پروتکل قابل اعتماد یونیکست می‌باشد. قرارداد داده‌نگار کاربر (UDP) یک پروتکل غیرقابل اعتماد می‌باشد و بیشتر در بازی کامپیوتری، رسانه جاری یا هر موقعیتی که سرعت فاکتور بسیار مهمی برایمان است و مقدار کمی از دست دادن دیتا برایمان مشکلی ایجاد نمی‌کند.
معمولاً، یک پروتکل یونیکست، ارتباط اتصال‌گرا نیز است. بری مثال TCP، یک ارتباط اتصال‌گرا است و دارای ID مدار مجازی شامل نشانی آی‌پیهای مبدأ و مقصد و نشانی آی‌پیهای پورت‌ها می‌باشد. هرچند بعضی از پروتکل‌های غیرقابل اعتماد نیز اتصال‌گرا هستند. مانند حالت انتقال ناهمگام و بازپخش قاب. همچنین بعصی از پرتکل‌های بدون اتصال مانند آی‌تریپل‌ئی ۸۰۲٫۱۱ قابل اعتماد هستند.

## ویژگی‌های اعتماد
یک سرویس قابل اعتماد، سرویسی است که اگر یک سرویس غیرقابل اعتماد ارسال را با موفقیت انجام ندهد، به کاربر اطلاع بدهد.  برای مثال پروتکل اینترنت(IP) یک سرویس غیرقابل اعتماد است. این در حالی است که اگر IP با قرارداد هدایت انتقال (TCP) همراه شود، یک سرویس قابل اعتماد ارایه می‌دهند؛ و اگر IP با قرارداد داده‌نگار کاربر (UDP) همراه شود، یک سرویس غیرقابل اعتماد ارایه می‌دهد.
ویژگی اعتماد برای هر پروتکل با جزییات متخص خودش تعریف می‌شود.
برای مثال، ویژگی اعتماد برای پروتکل‌های یونیکست، «حداقال یکبار» است. یعنی، حداقال یکی از پیام‌ها به گیرنده می‌رسد.
قابلیت اعتماد برای پروتکل‌های چندپخشی می‌تواند برای هر گیرنده به‌طور جدا مشخص شود، یا می‌تواند برای گروه گیرنده‌ها به‌طور کلی مشخص شود.
پیام‌رسانی مطمئن، مفهومی از فرستادن پیام در یک زیرساخت غیرقابل اعتماد است که برای رسیدن پیام به گیرنده‌ها گارانتی مشخصی می‌دهد. برای مثال، اینکه پیام برسد، حداقال یکبار برسد یا اینکه همه پیام‌ها به ترتیب خاصی برسد.
ارسال مطمئن متضاد ارائه بهترین تلاش می‌باشد که هیچ گارانتی ای برای سریع رسیدن پیام‌ها، به ترتیب رسیدن پیام‌ها و یارسیدن پیام هاارایه نمی‌دهد.

## پیاده‌سازی
یک پروتکل قابل اعتماد می‌تواند بر روی یک پروتکل غیرقابل اعتماد ساخته بشود. برای مثال، لایه بندی قرارداد هدایت انتقال (TCP) بر روی پروتکل اینترنت(IP)می‌باشد که توسط مجموعه پروتکل اینترنت (TCP/IP) شناخته می‌شود.
یک پروتکل که ارسال مطعمن پیام را پیاده‌سازی می‌کند WS-ReliableMessaging می‌باشد که ارسال مطمئن پیام‌های پروتکل دسترسی آسان به اشیاء (SOAP) انجام می‌دهد.
سرویس حالت انتقال ناهمگام (ATM) با AAL5 اطمینان ارسال می‌دهد.
آی‌تریپل‌ئی ۸۰۲٫۱۱ اطمینان ارسال برای همه ترافیک ارایه می‌دهد. اگر گیرنده پیام را دریافت نکند، فرستنده دوباره یک فریم ACK در یک بازه زمانی مشخص ارسال می‌کند.